# Hibridom
Hibridomul (din latina hybrida = metis, cu sânge amestecat + oma = tumoră) este o linie celulară creată in vitro (în laborator) prin hibridizarea somatică a unor tipuri celulare genetic diferite, ale căror cromozomi se amestecă. Nucleele hibride formate posedă caracterele genetice ale celor două specii de celule. Hibridoamele sunt de obicei formate prin fuziunea limfocitelor B sau T cu o celulă tumorală. Hibridoamele B sunt utilizate pentru producerea de anticorpi monoclonali. De exemplu fuziunea limfocitelor B de șoarece producătoare de anticorpi (dar în cantitate redusă) cu celule canceroase (cu dezvoltare nelimitată) ale mielomului de șoarece a permis obținerea secreției masive și durabile de către acest hibridom (sau imunom) a unor anticorpi monoclonali. Hibridoamele T sunt utilizate pentru studiile biochimice ale moleculelor specifice fiecărei clone T (TCR) și semnalelor de activarea sau moarte celulară.  